# Expédition 13 (ISS)
Insigne de la mission
Équipage de l'expédition 13
Chronologie
Expédition 12 Expédition 14
L'Expédition 13 est une expédition spatiale dans la Station spatiale internationale. L'équipage est parti du cosmodrome de Baïkonour le 29 mars 2006 à 8h30 heure du centre des États-Unis, à bord d'une fusée Soyouz TMA-8. Les membres de l'équipage de l'expédition 13 sont Pavel Vinogradov, Jeffrey Williams et Thomas Reiter. Cependant, ce dernier est arrivé avec l'équipage de la mission STS-121 avec la navette spatiale Discovery et est reparti avec l'équipage de la mission STS-116 avec la même navette spatiale, en remplacement de l'astronaute Sunita Williams restée dans la station dans le cadre de l'expédition 14.